# Chợ Rã
Chợ Rã là một xã của tỉnh Thái Nguyên, Việt Nam.

## Địa lý
Xã Chợ Rã có vị trí địa lý:
- Phía đông giáp xã Phúc Lộc và xã Thượng Minh
- Phía tây giáp xã Ba Bể
- Phía nam giáp xã Thượng Minh và xã Đồng Phúc
- Phía bắc giáp xã Nghiên Loan.

Xã Chợ Rã có diện tích 92,81 km², dân số năm 2025 là 14.507 người.
Xã Chợ Rã có tuyến quốc lộ 279 cùng hai tuyến đường tỉnh 258 và 254 chạy qua. Sông Năng chảy từ phía đông sang phía tây của xã.

## Lịch sử
Tháng 6 năm 2025, xã Chợ Rã được thành lập trên cơ sở nhập toàn bộ diện tích tự nhiên, quy mô dân số của xã Thượng Giáo (diện tích tự nhiên là 57,06 km², dân số là 6.008 người), thị trấn Chợ Rã (diện tích tự nhiên là 4,58 km², dân số là 4.705 người) và xã Địa Linh (diện tích tự nhiên là 31,17 km², dân số là 3.794 người) của huyện Ba Bể. Trụ sở làm việc của xã Chợ Rã nằm tại xã Thượng Giáo cũ.

## Hành chính
Đến năm 2019, thị trấn Chợ Rã có các tiểu khu 1, 2, 3, 4, 5, 6, 7, 8, 9.
Xã Thượng Giáo có các thôn Khuổi Slưn, Nà Khuổi, Nà Tạ, Bản Pục, Khuổi Mòn, Mỏ Đá, Nà Ché, Nà Hán, Nà Mặn, Nà Săm, Pác Phai, Phiêng Chỉ, Phya Khao, Tin Đồn.
Xã Địa Linh có các thôn Pác Nghè, Bản Váng, Nà Mô, Tát Dài, Nà Đúc, Cốc Pái, Nà Cáy, Tiền Phong.